# Cryptocephalus downiei
Cryptocephalus downiei is een keversoort uit de familie bladkevers (Chrysomelidae). De wetenschappelijke naam van de soort werd in 1999 gepubliceerd door Norman Denbigh Riley & Gilbert.